# Pińczów
Pińczów járás a Szentkereszt vajdaság déli részén található, Kielcétől körülbelül 40 kilométerre. A város a Ponidzie térségben fekszik Lengyelországban.

## Fekvése, környezete
A járás 212 négyzetkilométer területű. A 23 ezer lélekszámú város – csakúgy mint a legközelebbi települések – festői szépségű, geológiai szempontból számon tartott természetvédelmi területeken található. A Pińczów-tól délre fekvő völgy réteket, mezőket, tavakat és folyókat rejt. A várostól északra a Garbu Pińczowskiego nevű dombok húzódnak, melyek tengerszint feletti magassága nem haladja meg a 290 métert.
Az egész járás természetvédelmi terület. Három park és öt természetvédelmi terület található itt. Flórájának és faunájának egyes egyedei csak itt lelhetőek fel Lengyelországban. Különleges szépségű a kanyargós Nida folyó, amely egyben horgászparadicsom is. A Młodzawy-ban található 120 hektáros madárleső tóbirodalomban kormoránok, nyári ludak, fekete gólyák, szürke gémek, réti héják élnek.

## Története
Pińczów települését a reformáció idején alapították. A városi rangot 1428-ban kapta, birtokosa itt építette meg kastélyát.
Az egykor “szarmata Athén”-ként is emlegetett Pińczów-ban, mely a reformáció fontos központja volt, számos műemlék épület található. Ezek közül feltétlenül megemlítendő a ferencesek által alapított monostor ( egy Miasszonyunkat ábrázoló oltárképpel ), egy gótikus és barokk stílusban épült, a pálosok által alapított monostor, a “Wielopolski” nevezetű ház, mely Mirów városrészben épült a 16. század fordulóján, valamint Lengyelország egyik legrégebbi zsinagógája, melyet a 16. században emeltek.
Napjainkban Pińczów közigazgatási, gazdasági és kulturális központ. Magas fokú infrastrukturális ellátottsága mind az itt élők mind pedig a befektetők számára fontos érték. Az idegenforgalom fejlesztése lehet a fejlődés és növekedés egyik lehetséges iránya a térségben – melyet a környéken található értékes tájra, nevezetességekre és Pińczów történelmi hagyományaira lehetne alapozni. Nemrégiben szenzációs leletre bukkantak egy pińczówi kőbányában: egy 15 millió éves bálna csontvázára, melyet külön kiállításon mutatnak be az érdeklődőknek.

## Testvérvárosa
- Tata (Magyarország) (2004 óta)

## További információ
- Pińczów város honlapja

1. ↑  https://bdl.stat.gov.pl/api/v1/data/localities/by-unit/052615308044-0947580?var-id=1639616&format=jsonapi. (Hozzáférés: 2022. október 6.)